# Maria Lucília Estanco Louro
Maria Lucília Estanco Louro (Beja, 27 de Janeiro de 1922 – Lisboa, 27 de Dezembro de 2018) foi uma professora anti-fascista portuguesa opositora do regime do Estado Novo e activista revolucionária comunista militante do Partido Comunista Português.

## Biografia

### Juventude
Filha de Albertina Emília Freire e Manuel Francisco do Estanco Louro, natural de São Brás de Alportel residente de Beja, vem para Lisboa para frequentar a Faculdade de Letras da Universidade de Lisboa. Trava conhecimento com intelectuais com os quais irá participar dos decisivos passeios culturais e políticos do barco "Liberdade", entre eles António Alves Redol, Soeiro Pereira Gomes, Fernando Lopes Graça, Manuel da Fonseca, Álvaro Cunhal, Manuel Lima, Arquimedes da Silva, Carlos Alberto Lança, Sidónio Muralha, entre outros.
Em 1944 licencia-se em Ciências Histórico-Filosóficas pela Faculdade de Letras da Universidade de Lisboa. A sua tese, "Paul Gauguin visto à luz da Caracterologia - Vida e Obra", num país em que o estudo da História da Arte não tinha tradição entre os historiadores, foi como tal pioneira, e consequentemente controversa.

### Associação Feminina Portuguesa para a Paz
Foi entre 1940 e 1944 membro da Direção da AFPP, a Associação Feminina Portuguesa para a Paz, e durante três desses anos a sua Secretária. Nela colabora com a sua colega da Faculdade de Letras, a militante comunista Cândida Ventura, na mobilização e organização de artistas, escritores, atores e poetas para que se juntem contribuam para o trabalho da AFPP nomeadamente nos seus encontros culturais. Colaboradora do Socorro Vermelho Internacional, organização da Internacional Comunista, faz parte do grupo de trabalho que clandestinamente compõe pequenos pacotes de comida e cigarros que são enviados para os prisioneiros de guerra.

### Professora
Faz em 1948 o Exame de Estado no Liceu Pedro Nunes com a tese "Filosofia - Valores Éticos e Estéticos" que lhe permite tornar-se professora de liceu. Leccionou nos anos seguintes em Faro no Liceu D. Leonor, em Beja no Liceu D. João de Castro, em Évora na Escola do Magistério Primário, em Oeiras no Liceu Passos Manuel e em Lisboa no Liceu Pedro Nunes. É nesse contexto que, em reuniões forçosamente clandestinas, Maria Lucília Estanco Louro dá o seu enorme contributo ao movimento dos professores que tentavam então forçar uma reforma do sistema de ensino conservador e manipulador promovido pelo regime ditatorial do Estado Novo.
Em 1958 continua a sua oposição anti-fascista apoiando a campanha presidencial de Humberto Delgado e subscrevendo as listas do Movimento de Unidade Democrática. Em 1959 toma parte dos colóquios de História e de Filosofia com Delfim Santos, Vieira de Almeida, Rui Grácio, Joel Serrão realizados no Liceu Pedro Nunes cuja fasquia intelectual constituiu em si mesmo um desafio ao regime e contribuiu para o avanço da massa crítica em torno destas disciplinas. Entre 1970 e 1974 participa também ativamente nas reuniões de professores semiclandestinas na Escola Francisco Arruda, cujos Grupos de Estudo (GEPDES) seriam o embrião dos sindicatos de professores que se formaram após a Revolução dos Cravos. De 1973 a 1976 é orientadora de Estágios Pedagógicos nos Liceus de Oeiras, Pedro Nunes e Passos Manuel.

### Após a Revolução dos Cravos
Com o fim do regime do Estado Novo e a instauração do Processo Revolucionário em Curso trazido pela Revolução dos Cravos, Maria Lucília Estanco Louro participa da Comissão de professores presidida por Maria Emília Diniz para a transformação do sistema de ensino. Elaboram cadernos de apoio que são publicados e adoptados pelo Ministério da Educação em substituição dos Compêndios do 6.º e 7.º anos que vigoravam até então, sendo contudo abandonados em consequência dos desenlaces do contra-golpe do 25 de Novembro de 1975. Em 1975 faz o 10.º Curso de Pós-Graduação em História de Arte orientado por José Augusto França na Universidade Nova de Lisboa.

### Adesão ao Partido Comunista Português
Activista revolucionária próxima do movimento comunista em Portugal desde a década de 1940, toma na década de 1970 a decisão de se tornar militante do Partido Comunista Português. Integra também o Conselho Português para a Paz e Cooperação (CPPC), na continuação do trabalho que já na década de 1940 desenvolvia na Associação Feminina Portuguesa para a Paz, da qual irá já na década de 1990 doar ao Museu do Neo-Realismo uma importante coleção de brochuras e programas. Torna-se também sócia da Associação de Amizade Portugal-Cuba.

### Legado
Foram seus alunos inúmeros intelectuais, escritores e políticos como Ana Maria Magalhães, António Damásio, António Torrado, Diogo Freitas do Amaral, Guilherme de Oliveira Martins, Joaquim Benite, Joaquim Letria, Miriam Halpern Pereira, Mário Vieira de Carvalho, Norberto Barroca e Rui Vieira Nery. No seu 90º aniversário Maria Lucília Estanco Louro foi homenageada pelo colectivo Não Apaguem a Memória (NAM) no Teatro da Academia de Santo Amaro.